# Ивайло Московски
Ивайло Ангелов Московски е български политик от ГЕРБ, министър на транспорта, информационните технологии и съобщенията в първото, второто и третото правителство на Бойко Борисов.

## Биография

### Образование и ранни години
Ивайло Московски е роден на 19 юли 1972 година в град Плевен, България. Завършва УНСС със специалност „публични финанси“, а след това и „финансов мениджмънт“ в Стопанската академия в Свищов.

### Професионална кариера
Между 1995 и 1996 г. е инспектор индустриален риск и промишлено застраховане в „София Инс“.
През 1999 г. става председател на борда на директорите и член на управителния съвет на Текстилен комбинат „Монтана“ АД, където работи до 2002 г. През този период е и търговски директор на „Сата“ ООД и член на надзорния съвет на „Аналитик“ АД.
От 2002 г. до 2003 г. е търговски директор на „Балтекс комерс“ ЕООД – търговско представителство за индустриално оборудване на фирми от Австрия и Германия. В периода 2003 до юли 2009 г. е управител на „БГ НИТ“ ЕООД – официално представителство на фирма STOLL – Германия за България.
Владее английски, немски и руски език.

### Политическа кариера
От юли 2009 до май 2011 г. заема поста заместник-министър на транспорта, информационните технологии и съобщенията и ръководител на Управляващия орган на Оперативна програма „Транспорт“ в Министерството на транспорта, информационните технологии и съобщеният.
От май 2011 до март 2013 г. е министър и ръководител на Управляващия орган на Оперативна програма „Транспорт“ в Министерството на транспорта, информационните технологии и съобщенията.
В периода май 2013 до август 2014 г. е народен представител в XLII народно събрание и член на Комисията по транспорта, информационни технологии и съобщенията и на Комисията по енергетиката.
През ноември 2014 г. за втори път е назначен на поста министър и ръководител на Управляващия орган на Оперативна програма „Транспорт“ в Министерството на транспорта, информационните технологии и съобщенията.
Министър на транспорта в правителството „Борисов“ 3.